# Commelina eckloniana
Commelina eckloniana är en himmelsblomsväxtart som beskrevs av Carl Sigismund Kunth. Commelina eckloniana ingår i släktet himmelsblommor, och familjen himmelsblomsväxter. Inga underarter finns listade.